# Kizza Besigye
Pour les articles homonymes, voir Kizza.
Warren Kizza Besigye Kifefe est un médecin et homme politique ougandais, ancien colonel dans l'armée ougandaise. Il est candidat aux élections présidentielles de 2001, 2006 (en), 2011 (en), 2016.

## Biographie
Il est né le 22 avril 1956 à Rukungiri.
Besigye a participé à la fondation du Mouvement patriotique ougandais, qui a perdu lors de l'élection de 1980. Il était aussi le médecin personnel de Yoweri Museveni, chef de l'Armée nationale de résistance (en) pendant la guerre de brousse entre 1980 et 1986.
Bessigye s'éloigne de Museveni et se présente contre lui lors de l'élection présidentielle de 2001. Il perd l'élection avec 28 % des voix mais devient le chef de l'opposition à Museveni.
Le 14 novembre 2005, il est arrêté par la police. Il est accusé d'être le leader du groupe rebelle People's Redemption Army (en), dont la réalité de l'existence est contestée par l'opposition ougandaise.
Lors de l'élection présidentielle du 23 février 2006, face au président sortant Yoweri Museveni, Kizza Besigye est arrivé en deuxième position avec 37,3 % des voix. Ses partisans, regroupés dans le Forum pour le changement démocratique (FCD) dénoncent des fraudes constatées lors du scrutin.
Lors de l'élection présidentielle du 18 février 2016, toujours face au président sortant Yoweri Museveni, il arrive à nouveau en deuxième position, avec 35,61 % des voix. Mais il conteste la sincérité du scrutin ; et le 11 mai 2016, veille de l'investiture de Museveni, il prête serment secrètement comme président, ce qui lui vaut une arrestation immédiate.
En juin 2022, Kizza Besigye est écroué et inculpé d'incitation à la violence pour la seconde fois depuis mai 2022.
Besigye forme un parti politique nommé People’s Front for Freedom.
Le 16 novembre 2024, il est arrêté au Kenya, extradé en Ouganda et détenu dans une prison militaire de Kampala. Le Kenya admet en mai 2025 avoir aidé l'Ouganda à « kidnapper » Kizza Besigye à Nairobi,. Le 20 novembre, il comparait devant un tribunal militaire de Kampala, où il est accusé de possession d’une arme à feu illégale et de « sollicitation de soutien militaire à Genève, en Grèce et à Nairobi pour porter atteinte à la sécurité des forces de défense ». Il plaide non coupable.
Le 31 janvier 2025, la Cour suprême de l'Ouganda juge que le procès de civils devant des tribunaux militaires est inconstitutionnel, ordonnant l'arrêt immédiat de toutes les poursuites contre Kizza Besigye.
Le 12 février 2025, Kizza Besigye commence une grève de la faim pour protester contre le refus des autorités de transférer son procès devant une juridiction civile. Le 21 février, son dossier est transféré devant une juridiction civile laquelle l'inculpe de « haute trahison ». Besigye arrête alors sa grève de la faim. Lors de son procès, il est défendu par l'avocate et femme politique kényane Martha Karua,.
Il est marié à la femme politique Winnie Byanyima, directrice de l'Onusida, depuis 2019.